# Helbedündorf
Helbedündorf ist eine Gemeinde im thüringischen Kyffhäuserkreis. In Helbedündorf leben etwa 2100 Einwohner.

## Geografie
Gelegen ist die Gemeinde im westlichen Teil des Kyffhäuserkreises am Südhang des östlichen Dün. Im Osten reicht die Gemarkung bis zum oberen Helbetal mit der angrenzenden Hainleite und im Südosten bis zum Thüringer Becken. Die Höhenlage reicht von 522 m auf dem Kamm des Dün im Keulaer Wald bis etwa 260 m bei Toba in der Beckenlandschaft.
Bis in die östlich gelegene Kreisstadt Sondershausen und das südwestlich gelegene Mühlhausen sind es jeweils ungefähr 16 Kilometer.

## Gemeindegliederung
Die Gemeinde besteht aus den beiden westlich gelegenen Ortsteilen Holzthaleben und Keula mit je 1000 und 700 Einwohnern, Friedrichsrode, Groß- und Kleinbrüchter im Zentrum sowie dem Ortsteil Toba und dem kleineren Ortsteil Peukendorf.
Die Dörfer der Gemeinde wurden wie folgt erstmals urkundlich erwähnt:
- Friedrichsrode: Ostern 1706,
- Großbrüchter: 1251,
- Holzthaleben: 20. März 1143,
- Keula: 18. Januar 967,
- Kleinbrüchter: 30. März 1302,
- Peukendorf: 4. September 1178.
- Toba: 20. März 1143.

## Geschichte
Aus der Eisenzeit belegen Scherbenreste die Nutzung des Umlandes der späteren Burganlage im oberen Helbetal. Diese mehrteilige Burganlage bei Großbrüchter war mit Steilhängen und Wällen sowie Gräben geschützt. Sie wurde zum Schutz des Klosterhofes Helbe gebaut.
An der Westseite des Ortes Keula befinden sich Reste einer Burg. Sie hatte wohl die Aufgabe, die damalige Straße über den Dün in Richtung Mühlhausen zu kontrollieren und zu schützen. Zudem wird 967 ein ottonisches Königsgut erwähnt, das Kaiser Otto II. dem Kloster Fulda schenkte. Auch das war zu schützen. Im Mittelalter war die Burg Keula Amtssitz der Honsteiner, dann der Schwarzburger. 1772 und 1811 wurden Teile der Burg abgetragen. Von der Anlage sind der Südflügel, Teile des Wassergrabens, Keller und Reste der Außenmauer erhalten.
Die Gründung der Gemeinde erfolgte am 25. November 1993 durch Zusammenschluss der bis dahin selbstständigen Gemeinden Holzthaleben, Keula, Friedrichsrode und Großbrüchter. Am 22. Juli 1995 kam auch Toba hinzu. Am 2. September 1995 wurde zudem noch Kleinbrüchter (mit Peukendorf) eingegliedert.

### Einwohnerentwicklung
Entwicklung der Einwohnerzahl (31. Dezember):
| - 1994: 2428 - 1995: 3039 - 1996: 3024 - 1997: 3026 - 1998: 3036 - 1999: 3007 | - 2000: 2993 - 2001: 2974 - 2002: 2928 - 2003: 2889 - 2004: 2847 - 2005: 2827 | - 2006: 2811 - 2007: 2747 - 2008: 2721 - 2009: 2636 - 2010: 2611 - 2011: 2530 | - 2012: 2471 - 2013: 2471 - 2014: 2376 - 2015: 2347 - 2016: 2314 - 2017: 2301 | - 2018: 2235 - 2019: 2219 - 2020: 2180 - 2021: 2158 - 2022: 2176 |

Datenquelle: Thüringer Landesamt für Statistik

## Politik

### Gemeinderat
Der Gemeinderat von Helbedündorf besteht aus 14 Mitgliedern. Seit der Kommunalwahl am 26. Mai 2024 setzt er sich wie folgt zusammen (mit Vergleichszahlen voriger Wahlen):
| Partei / Liste                      | Stimmenanteil | Sitze  |           | Ergebnis 2019 | Ergebnis 2014 | Ergebnis 2009 |
| CDU                                 | 46,5 %        | 7      | 48,4 %, 7 | 53,2 %, 8     | 49,1 %, 7     |               |
| SPD/Die Linke (2009 nur SPD)        | 32,1 %        | 4      | 33,6 %, 5 | 33,0 %, 4     | 25,5 %, 3     |               |
| Freie Wähler                        | 9,9 %         | 1      | 10,5 %, 1 | 07,1 %, 1     | 08,0 %, 1     |               |
| Freiwillige Feuerwehr Kleinbrüchter | 5,6 %         | 1      | 07,4 %, 1 | 06,7 %, 1     | 05,9 %, 1     |               |
| Heimat-Helbetal e. V.               | 6,0 %         | 1      | –         | –             | –             |               |
| Die Linke                           | –             | –      | –         | –             | 11,5 %,1/(2)1 |               |
| Wahlbeteiligung                     | 71,6 %        | 71,6 % | 64,1 %    | 61,5 %        | 59,5 %        |               |

1 Der Partei Die Linke standen entsprechend dem Wahlergebnis zwei Sitze zu. Da sie aber nur eine Kandidatin aufgestellt hatte, blieb der zweite Sitz unbesetzt.

### Bürgermeister
Seit 2006 ist Jörg Steinmetz (CDU) Bürgermeister von Helbedündorf. Zuletzt wurde er am 26. Mai 2024 mit 54,3 Prozent der gültigen Stimmen im Amt bestätigt. Sein Mitbewerber Thomas Haustein (SPD/DIE LINKE) erhielt 45,7 Prozent der Stimmen. Die Wahlbeteiligung lag bei 71,7 %.

### Wappen
Das Wappen wurde am 28. Februar 1995 durch das Thüringer Landesverwaltungsamt genehmigt.
Blasonierung: „In Grün über goldenem Wellenschildfuß, darin über einem roten Roßkamm eine rote liegende Streugabel, eine goldene wachsende Buche.“
Die stilisierte Buche steht stellvertretend für den typischen Baumbestand der Gemeinde und die grüne Farbe des Schildgrundes für die natürliche Umgebung bzw. die Hainleite. Der Wellenschnitt symbolisiert das Flüsschen Helbe. Die langjährige Zugehörigkeit der Ortsteile Großbrüchter, Holzthaleben und Keula zum früheren Fürstentum Schwarzburg-Sondershausen wird ähnlich dem Regalienfeld im Fürstenwappen durch die rote Streugabel und den roten Rosskamm im goldenen Feld versinnbildlicht.
Das Wappen wurde von dem Heraldiker Frank Jung gestaltet.

## Sehenswürdigkeiten

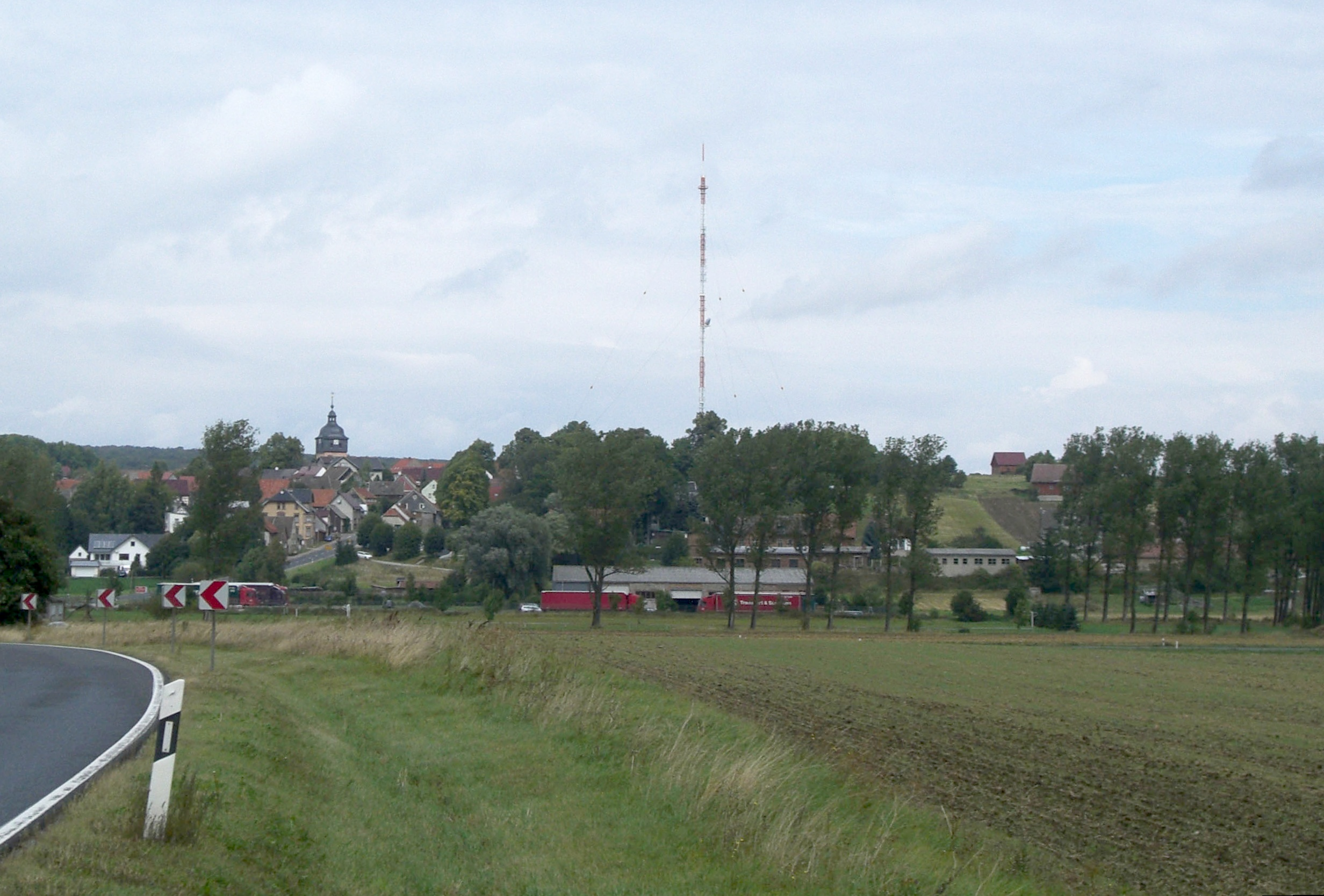
Blick auf den Ortsteil und Sender Keula

Sehenswert ist das sanierte Fachwerkhaus-Ensemble im Gemeindeteil Großbrüchter mit ihrer 1989 vor dem Verfall geretteten St. Spiritus-Kirche. Das Backhaus im Ortsteil Holzthaleben beherbergt das Heimatmuseum, dort steht auch eine über 300 Jahre alte Pestlinde. Im Helbetal liegen historische Grenzsteine, die damals das preußische Gebiet vom schwarzburgischen getrennt hatten. Auch ein steinernes Sühnekreuz, die „Steinerne Jungfrau“ steht dort. Über dem Hebetal finden sich die Ruinen der Helbeburg, deren Bau auf die Bronzezeit zurückgeht. Sehenswert ist auch die Wasserburg Keula im Gemeindeteil Keula. In dem Schloss mit Hofgarten und Turm residierte Graf Anton Günther II. Im Ortsteil Kleinbrüchter steht ein Kriegerdenkmal in Gedenken an Gefallene im Ersten und Zweiten Weltkrieg. Bedeutend ist die historische Kirche im Ortsteil Toba.

## Wirtschaft und Verkehr
Schwerpunkte der Wirtschaft sind das Handwerk und die Land- und Forstwirtschaft. Überregionale Bedeutung erlangte der Kunsthof Friedrichsrode.
In Keula betreibt die Deutsche Telekom AG eine Sendeanlage für UKW-Rundfunk.
Die etwas abseits gelegene Gemeinde ist über mehrere Landesstraßen mit den benachbarten Städten verbunden. Die von Ebeleben aus durch das Gemeindegebiet führende Bahnstrecke Greußen–Keula wurde mit dem Ende der Kaliindustrie auf dem Dün stillgelegt.

## Persönlichkeiten
- Johann Christian Ernesti (* 13. Februar 1695 in Großbrüchter; † 12. Oktober 1769 in Langensalza), Theologe
- Johann Christoph Ernesti (* 11. Januar 1662 in Keula/Schwarzburg; † 11. August 1722 in Bad Tennstedt) Theologe.